# Ficus politoria
Ficus politoria är en mullbärsväxtart som beskrevs av Jean-Baptiste de Lamarck. Ficus politoria ingår i släktet fikonsläktet, och familjen mullbärsväxter. Inga underarter finns listade i Catalogue of Life.